# Pete Denton
Pour les articles homonymes, voir Denton.
Peter Denton, dit Pete Denton, est un musicien anglais.
En 2008, après le départ provisoire de Max Rafferty des Kooks, Denton devient le nouveau bassiste des Kooks et ce jusqu'à son départ fin 2018 du groupe anglais .
Pete est avant tout le chanteur-guitariste du groupe Paris Trading qui a déjà fait sur plusieurs dates les premières parties de The Kooks en Angleterre.